# 多克托羅韋
47°27′13″N 30°21′5″E / 47.45361°N 30.35139°E
多克托羅韋（烏克蘭語：Докторове）是位於烏克蘭西南部的村莊，由敖德萨州贝雷济夫卡区的舊馬亞基市鎮負責管轄。該村始建於1870年，面積0.81平方公里，海拔高度158米，2001年人口179，人口密度每平方公里220.99人。